# Rupie

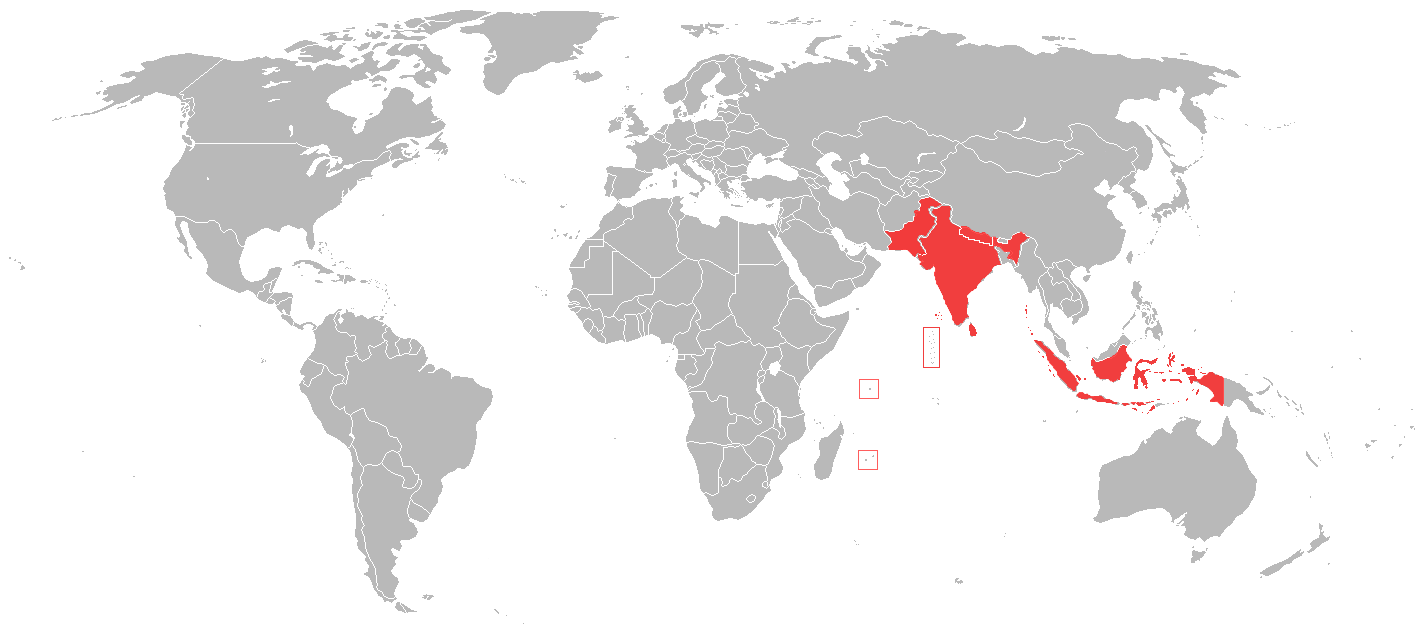
současné státy platící rupií

Rupie (₨) (anglicky rupee) je název národní měny v Indii, Pákistánu, na Srí Lance, v Nepálu, na Mauriciu a Seychelách a také Indonésie a Malediv, kde se v národních jazycích píší odlišně od indické podoby slova: indonésky rupiah a maledivsky rufiyaa.
Dříve měly rupii jako svou měnu rovněž Barma a Afghánistán.
Původ slova rupie je patrně v sanskrtském slově rūp, nebo také rūpā, což znamená stříbro. Podobná slova s obdobnými významy můžeme nalézt i v jiných indických jazycích. Původně bylo slovo Rūpaya užíváno pro stříbrnou minci vážící 178 zrn (cena takového množství stříbra je v dnešní době přibližně šest dolarů). Tuto minci zavedl indický král Šer šáh Suri přibližně mezi lety 1540–1545. Tato mince byla v Indii používána ještě v době Britského impéria a za britskou měnu byla nahrazena až na sklonku 19. století. Formálně rupie dělila na 16 annů, 64 paisů a 192 piů. Srí Lanka ale přešla na desítkovou soustavu v roce 1869, Indie v roce 1957 a Pákistán v roce 1961 – po těchto datech se ve všech těchto státech dělila rupie jen na 100 paisů.
Rupie také slouží jako fiktivní měnová jednotka v několika počítačových hrách.

## Současné rupie
| kód ISO 4217 | stát      | měna              | kurz k americkému dolaru (15.12.2016) |
| ------------ | --------- | ----------------- | ------------------------------------- |
| INR          | Indie     | Indická rupie     | 67,8709 INR                           |
| NPR          | Nepál     | Nepálská rupie    | 108,564 NPR                           |
| MVR          | Maledivy  | Maledivská rupie  | 15,3700 MVR                           |
| IDR          | Indonésie | Indonéská rupie   | 13 430,59 IDR                         |
| PKR          | Pákistán  | Pákistánská rupie | 104,825 PKR                           |
| LKR          | Srí Lanka | Srílanská rupie   | 148,740 LKR                           |
| MUR          | Mauricius | Mauricijská rupie | 35,8794 MUR                           |
| SCR          | Seychely  | Seychelská rupie  | 13,4317 SCR                           |